# Барановичский мясоконсервный комбинат
Барановичский мясоконсервный комбинат (бел. Баранавіцкі мясакансервавы камбінат) — белорусское предприятие пищевой промышленности, существовавшее в 1927—2007 годах.

## История
В 1924 году барановичский магистрат запретил убой скота в Барановичах, выделив для этих целей площадку на горке Голышна юго-западнее Барановичей. Новая бойня специализировалась на производстве беконной свинины. В 1927 году были введены в эксплуатацию сооружения для убоя крупного рогатого скота и свиней. В 1936 году в Барановичах было организовано совместное германско-польское предприятие «Kres-export» по производству тушёной свинины и консервированных овощей. Бургомистр Барановичей Людвик Вольник лично занимался проектированием и надзирал за строительством консервного цеха. Был также построен новый убойный цех. Новое предприятие, на котором было занято около 50 человек, начало работу в 1938 году, первые партии консервов экспортировались в Германию и Францию. В 1939 году был построен колбасный цех.
В 1939 году предприятие было национализировано, став Барановичским мясокомбинатом и войдя в «Белглавмясо» Наркомата мясной и молочной промышленности БССР. В годы Великой Отечественной войны и немецкой оккупации мясокомбинат продолжил функционировать. В 1944 году комбинат возобновил работу под прежним названием. В 1953 году вышестоящее объединение было передано в состав Министерства лёгкой и пищевой промышленности БССР, затем — в состав Министерства промышленности продовольственных товаров БССР. 7 апреля 1954 года мясокомбинат преобразован в мясоконсервный комбинат, входивший в «Белглавмясо». 14 мая 1954 года «Белглавмясо» было передано в подчинение Министерства промышленности мясных и молочных продуктов БССР, 29 мая 1957 года — в подчинение Управления мясной и молочной промышленности СНХ БССР, в октябре 1957 года — преобразован в Брестский областной мясотрест, который 21 октября 1965 года был передан в подчинение Министерства мясной и молочной промышленности БССР. В 1960-е годы на комбинате работало 760 человек, большая часть продукции вывозилась в другие республики СССР и экспортировалась. В связи с ростом города комбинат оказался окружён жилой застройкой, и в 1980-е годы началось проектирование его переноса на новую производственную площадку на Слонимском шоссе. В связи с распадом СССР эти планы не были реализованы (строительство было начато, но не было доведено до завершения). В 1986 году, после реорганизации Министерства мясной и молочной промышленности БССР, комбинат вошёл в состав Брестского областного производственного объединения мясомолочной промышленности Брестского областного агропромышленного комитета, который в 1990 году преобразован в концерн «Брестмясомолпром», а в 1991 году стал подчиняться комитету по сельскому хозяйству и продовольствию Брестского облисполкома. 29 декабря 2000 года комбинат был преобразован в коммунальное производственное унитарное предприятие (КПУП), сохранив прежнее название и продолжив подчиняться концерну «Брестмясомолпром» комитета по сельскому хозяйству и продовольствию Брестского облисполкома. 30 января 2004 года комбинат был преобразован из КПУП в открытое акционерное общество.
В 2000 году комбинат реконструировал колбасный цех. В 2007 году комбинат был присоединён к Берёзовскому мясоконсервному комбинату и ликвидирован как самостоятельное юридическое лицо. Вскоре после присоединения к Берёзовскому МКК в Барановичах было прекращено производство консервов и убой скота, на площадке комбината продолжилось производство колбас.